# Nandy
Nandy is een gemeente in het Franse departement Seine-et-Marne (regio Île-de-France) en telt 6159 inwoners (1999). De plaats maakt deel uit van het arrondissement Melun en is een van gemeenten van de nieuwe stad Sénart.

## Geografie
De oppervlakte van Nandy bedraagt 8,6 km², de bevolkingsdichtheid is 716,2 inwoners per km².
De onderstaande kaart toont de ligging van Nandy met de belangrijkste infrastructuur en aangrenzende gemeenten.

## Demografie
Onderstaande figuur toont het verloop van het inwonertal (bron: INSEE-tellingen).